# Lớp tàu khu trục O và P
Lớp tàu khu trục O và P là một lớp tàu khu trục được Hải quân Hoàng gia Anh Quốc đặt hàng vào đầu Chiến tranh Thế giới thứ hai. Đặt hàng vào năm 1939, chúng là những con tàu đầu tiên trong Chương trình Tàu khu trục Khẩn cấp Chiến tranh, nên còn được gọi là Chi hạm đội Khẩn cấp 1 và Chi hạm đội Khẩn cấp 2 tương ứng. Chúng đã phục vụ hộ tống các đoàn tàu vận tải trong chiến tranh, và một số sau này được cải biến thành những tàu frigate nhanh chống tàu ngầm hạng hai trong những năm 1950.

## Thiết kế
Thiết kế lớp tàu khu trục O và P được dựa trên lườn tàu và hệ thống động lực của lớp J dẫn trước, nhưng vểnh lên nhiều hơn phía trước để sửa chữa chất lượng đi biển kém của lớp J. Các con tàu này sử dụng Đồng hồ kíp nổ định thời cho máy tính kiểm soát hỏa lực góc cao.

### Lớp O
Những chiếc lớp O được chế tạo thành hai nhóm, mỗi nhóm bốn chiếc. Nhóm thứ nhất trang bị pháo QF 4,7 in (120 mm) Mark IX trên các bệ góc thấp, vốn chỉ nâng được đến góc 40°, sau này được bổ sung thêm một khẩu pháo QF 4 in (100 mm) Mark V phòng không thay chỗ một dàn ống phóng ngư lôi. Nhóm thứ hai có pháo 4 inch trên các bệ góc cao, và được trang bị để hoạt động như những tàu rải mìn; chúng có thể được nhận diện bởi phần đuôi phẳng kiểu "đuôi hải ly" nơi mìn được thả. Khi mang theo mìn, chúng phải tháo dỡ tháp pháo "Y", các ống phóng ngư lôi và mìn sâu. Vũ khí phòng không được thiết kế gồm một dàn QF 2-pounder "pom pom" bốn nòng và hai khẩu đội súng máy Vickers 0,5 inch phòng không. Kiểu sau này tỏ ra đã lạc hậu, và được thay thế bằng pháo Oerlikon 20 mm khi đã sẵn có, với tổng cộng sáu khẩu nòng đơn.

### Lớp P
Lớp P là sự lặp lại của lớp O, trang bị toàn bộ bằng pháo 4 inch trên bệ góc cao với một thiết kế tấm chắn mới cao, nên không đòi hỏi các con tàu phải tháo dỡ ống phóng ngư lôi để bổ sung vũ khí phòng không.

## Lịch sử hoạt động
Mọi chiếc trong lớp O đã sống sót qua chiến tranh. Năm chiếc trong lớp đã tham gia Trận chiến biển Barents, nơi Onslow bị hư hại nặng. Sau trận này, chúng được tái trang bị với cột ăn-ten dạng lưới cao thay cho cột ăn-ten thông thường.
Những chiếc lớp P phục vụ chủ yếu tại chiến trường Địa Trung Hải, nơi bốn chiếc trong lớp bị mất.
Sau chiến tranh, Onslow, Offa và Onslaught được bán cho Hải quân Pakistan trong khi Oribi được bán cho Hải quân Thổ Nhĩ Kỳ. Orwell, Paladin và Petard được cải biến thành những tàu frigate nhanh chống tàu ngầm hạng hai trong những năm 1950, và phục vụ cho đến giữa những năm 1960. Những chiếc còn sống sót khác bị tháo dỡ vào những năm 1940, 50 và 60.

## Những chiếc trong lớp
| Tên                       | Đặt lườn             | Hạ thủy             | Hoàn tất             | Số phận |
| Lớp O 4,7-inch            | Lớp O 4,7-inch       | Lớp O 4,7-inch      | Lớp O 4,7-inch       | Lớp O 4,7-inch |
| ------------------------- | -------------------- | ------------------- | -------------------- | --- |
| Onslow * (ex-Pakenham)    | 1 tháng 7 năm 1940   | 31 tháng 3 năm 1941 | 8 tháng 10 năm 1941  | Ngừng hoạt động tháng 4 năm 1947; bán cho Hải quân Pakistan 1949 như là chiếc Tippu Sultan, tháo dỡ sau đó                   |
| Offa                      | 15 tháng 1 năm 1940  | 11 tháng 3 năm 1941 | 20 tháng 9 năm 1941  | Bán cho Hải quân Pakistan 30 tháng 11 năm 1949 như là chiếc Tariq, bán để tháo dỡ 1959                                       |
| Onslaught (ex-Pathfinder) | 14 tháng 1 năm 1941  | 9 tháng 10 năm 1941 | 19 tháng 6 năm 1942  | Bán cho Hải quân Pakistan năm 1951 như là chiếc Tughril, tháo dỡ 1977                                                        |
| Oribi (ex-Observer)       | 15 tháng 1 năm 1940  | 14 tháng 1 năm 1941 | 5 tháng 7 năm 1941   | Ngừng hoạt động 1 tháng 1 năm 1946; bán cho Hải quân Thổ Nhĩ Kỳ như là chiếc Gayret; tháo dỡ năm 1965                        |
| Lớp O 4-inch              |                      |                     |                      | |
| Obdurate †                | 25 tháng 4 năm 1940  | 19 tháng 2 năm 1942 | 3 tháng 9 năm 1942   | Bán để tháo dỡ 1965 |
| Obedient †                | 22 tháng 5 năm 1940  | 30 tháng 4 năm 1942 | 30 tháng 10 năm 1942 | Bán để tháo dỡ, 1964 |
| Opportune †               | 28 tháng 3 năm 1940  | 21 tháng 2 năm 1942 | 14 tháng 8 năm 1942  | Bán để tháo dỡ 25 tháng 11 năm 1955                                                                                          |
| Orwell †                  | 20 tháng 5 năm 1940  | 2 tháng 4 năm 1942  | 17 tháng 10 năm 1942 | Cải biến thành một tàu frigate Kiểu 16; bán để tháo dỡ, 1962                                                                 |
| Lớp P                     |                      |                     |                      | |
| Pakenham *                | 6 tháng 2 năm 1940   | 28 tháng 1 năm 1941 | 4 tháng 2 năm 1942   | Đánh đắm ngoài khơi Sicily, 16 tháng 4 năm 1943                                                                              |
| Paladin                   | 22 tháng 7 năm 1940  | 11 tháng 6 năm 1941 | tháng 12 năm 1941    | Cải biến thành một tàu frigate Kiểu 16; bán để tháo dỡ, 1962                                                                 |
| Panther                   | 5 tháng 3 năm 1940   | 28 tháng 5 năm 1941 | 12 tháng 12 năm 1941 | Bị không kích đánh chìm tại Địa Trung Hải, 9 tháng 10 năm 1943                                                               |
| Partridge                 |                      |                     |                      | Đắm do trúng ngư lôi từ tàu ngầm U-boat Đức U-565 ngoài khơi Oran, 18 tháng 12 năm 1942                                      |
| Pathfinder                | 5 tháng 3 năm 1940   | 10 tháng 4 năm 1941 | 13 tháng 4 năm 1942  | Bị hư hại do không kích tại Viễn Đông 1945; bán để tháo dỡ, 1948                                                             |
| Penn                      | 26 tháng 12 năm 1939 | 12 tháng 2 năm 1941 | 10 tháng 2 năm 1942  | Bán để tháo dỡ, 30 tháng 10 năm 1950                                                                                         |
| Petard (ex-Persistent)    | 26 tháng 12 năm 1939 | 27 tháng 3 năm 1941 | 15 tháng 6 năm 1942  | Cải biến thành một tàu frigate Kiểu 16; bán để tháo dỡ tại Bo'ness, tháng 6 năm 1967                                         |
| Porcupine                 | 26 tháng 12 năm 1939 | 10 tháng 6 năm 1941 | 31 tháng 8 năm 1942  | Hư hại nặng do trúng ngư lôi tại Địa Trung Hải, 1942; lườn tàu được cắt làm đôi thành HMS Pork và HMS Pine, tháo dỡ năm 1947 |

* = Soái hạm khu trục
† = Trang bị như tàu rải mìn